# Kubikrot
I matematiken är kubikroten ur ett reellt tal x det reella tal, vilket upphöjt till 3 blir x. Kubikroten ur x betecknas {\displaystyle \scriptstyle {\sqrt[{3}]{x}}}.

## Definition
{\displaystyle x^{\frac {1}{3}}={\sqrt[{3}]{x}}}
x upphöjt till en tredjedel är lika med kubikroten ur x.

## Egenskaper
Följande samband för kubikrötter gäller för alla positiva reella tal x och y (jämför potenslagarna):
{\displaystyle {\sqrt[{3}]{xy}}={\sqrt[{3}]{x}}{\sqrt[{3}]{y}}}
{\displaystyle {\sqrt[{3}]{\frac {x}{y}}}={\frac {\sqrt[{3}]{x}}{\sqrt[{3}]{y}}}}
{\displaystyle {\sqrt[{3}]{x^{3}}}=x} för varje reellt tal x
{\displaystyle {\sqrt[{3}]{x}}=x^{\frac {1}{3}}}
Kubikroten ur ett tal som inte är en jämn kub är ett irrationellt tal.